# The Revolt (skupina)
The Revolt (hebrejsky: המרד) je izraelská krajně pravicová židovská skupina, která usiluje o rozpuštění státu Izrael a jeho nahrazení Královstvím Izrael řízeným židovským náboženským právem (halacha). Skupina je známá sérií násilných činů, především žhářskými útoky. Nejznámější z nich je útok na palestinskou vesnici Duma z roku 2015, při kterém zahynuli tři členové jedné rodiny, a útok na kostel rozmnožení chlebů a ryb v Tabghě u Galilejského jezera.
V prosinci 2017 byl Eyal Reuveni, jeden z členů skupiny, odsouzen k čtyřletému trestu odnětí svobody za svou účast na útoku v Tabghě.
Skupina čítá odhadem 30 až 40 členů a její ideologický základ byl položen kolem roku 2013. Mnozí členové jsou napojeni na radikální osadnické hnutí Hilltop Youth. Manifest skupiny, nesoucí název The Revolt, napsal Meir Ettinger, vnuk známého radikálního rabína Meira Kahaneho.
Podle izraelské bezpečnostní služby Šin Bet byla skupina i v roce 2017 nadále aktivní, a to v rámci tzv. „druhé generace infrastruktury Povstání“.